# Lechința (gmina)
Lechința – gmina w Rumunii, w okręgu Bistrița-Năsăud. Obejmuje miejscowości Bungard, Chiraleș, Lechința, Sângeorzu Nou, Sâniacob, Țigău i Vermeș. W 2011 roku liczyła 5678 mieszkańców.